# Гаш-Барка
Гаш-Барка е един от шестте региони на Еритрея. Площта му е 33 200 квадратни километра, а населението е около 708 800 души, по приблизителна оценка от юли 2005 г. Столицата на региона е град Баренту, разположен на около 130 километра от столицата на Еритрея Асмара. Граничи с региона на Еритрея Ансеба на север, централния и южния регион на Еритрея на изток, със Судан на запад и с Етиопия на юг. Разделен е на 14 общини (подрегиони).
В региона е добре развито земеделието. Отглеждат се и се изнасят банани, домати, памук, лук, пъпеш, просо и сусам. Хората отглеждат много добитък и камили. Има също залежи на злато, мрамор и други. Почти всички хора в този регион на Еритрея се грижат за здравето си, което е рядкост в тази част на Африка.